# Мосьциська (Вишковський повіт)
Мосьциська (пол. Mościska) — село в Польщі, у гміні Забродзе Вишковського повіту Мазовецького воєводства.
Населення — 88 осіб (2011).
У 1975-1998 роках село належало до Остроленцького воєводства.

## Демографія
Демографічна структура станом на 31 березня 2011 року:
|          | Загалом | Допрацездатний вік | Працездатний вік | Постпрацездатний вік |
| -------- | ------- | ------------------ | ---------------- | -------------------- |
| Чоловіки | 44      | 15                 | 24               | 5                    |
| Жінки    | 44      | 9                  | 18               | 17                   |
| Разом    | 88      | 24                 | 42               | 22                   |